# USS Perch (SS-313)
USS Perch (SS/SSP/ASSP/APSS/LPSS/IXSS-313) là một  tàu ngầm lớp Balao từng phục vụ cùng Hải quân Hoa Kỳ trong Chiến tranh Thế giới thứ hai. Nó là chiếc tàu ngầm thứ hai của Hải quân Hoa Kỳ được đặt cái tên này, theo tên loài cá pecca. Nó đã phục vụ trong suốt Thế Chiến II, thực hiện tổng cộng bảy chuyến tuần tra, rồi cho ngừng hoạt động sau khi xung đột chấm dứt vào năm 1947. Con tàu được huy động trở lại để tiếp tục phục vụ trong các cuộc Chiến tranh Lạnh, Chiến tranh Triều Tiên và Chiến tranh Việt Nam từ năm 1948 đến năm 1960 và từ năm 1961 đến năm 1967, lần lượt được xếp lại lớp như tàu ngầm vận chuyển SSP-313/ASSP-313/APSS-313/LPSS-313 và cuối cùng như một tàu ngầm tiện ích không phân loại IXSS-313. Nó cuối cùng bị bán để tháo dỡ vào năm 1973. Perch được tặng thưởng bốn Ngôi sao Chiến trận do thành tích phục vụ trong Thế Chiến II, và thêm hai Ngôi sao Chiến trận khác khi hoạt động tại Triều Tiên.

## Thiết kế và chế tạo
Thiết kế của lớp Balao được cải tiến dựa trên  tàu ngầm lớp Gato dẫn trước, là một kiểu tàu ngầm hạm đội có tốc độ trên mặt nước cao, tầm hoạt động xa và vũ khí mạnh để tháp tùng hạm đội chiến trận. Khác biệt chính so với lớp Gato là ở cấu trúc lườn chịu áp lực bên trong dày hơn, và sử dụng thép có độ đàn hồi cao (HTS: High-Tensile Steel), cho phép lặn sâu hơn đến 400 ft (120 m). Con tàu dài 311 ft 9 in (95,02 m) và có trọng lượng choán nước 1.526 tấn Anh (1.550 t) khi nổi và 2.424 tấn Anh (2.463 t) khi lặn. Chúng trang bị động cơ diesel dẫn động máy phát điện để cung cấp điện năng cho bốn động cơ điện, đạt được công suất 5.400 shp (4.000 kW) khi nổi và 2.740 shp (2.040 kW) khi lặn, cho phép đạt tốc độ tối đa 20,25 hải lý trên giờ (37,50 km/h) và 8,75 hải lý trên giờ (16,21 km/h) tương ứng. Tầm xa hoạt động là 11.000 hải lý (20.000 km) khi đi trên mặt nước ở tốc độ 10 hải lý trên giờ (19 km/h) và có thể hoạt động kéo dài đến 75 ngày.
Tương tự như lớp Gato dẫn trước, lớp Balao được trang bị mười ống phóng ngư lôi 21 in (530 mm), gồm sáu ống trước mũi và bốn ống phía phía đuôi tàu, chúng mang theo tối đa 24 quả ngư lôi. Vũ khí trên boong tàu gồm một hải pháo 4 inch/50 caliber, một khẩu pháo phòng không Bofors 40 mm nòng đơn và một khẩu đội Oerlikon 20 mm nòng đôi, kèm theo hai súng máy .50 caliber. Trên tháp chỉ huy, ngoài hai kính tiềm vọng, nó còn trang bị ăn-ten radar SD phòng không và SJ dò tìm mặt biển. Tiện nghi cho thủy thủ đoàn bao gồm điều hòa không khí, thực phẩm trữ lạnh, máy lọc nước, máy giặt và giường ngủ cho hầu hết mọi người, giúp họ chịu đựng cái nóng nhiệt đới tại Thái Bình Dương cùng những chuyến tuần tra kéo dài đến hai tháng rưỡi.
Perch được đặt lườn tại xưởng tàu của hãng Electric Boat Company ở Groton, Connecticut vào ngày 5 tháng 1, 1943. Nó được hạ thủy vào ngày 12 tháng 9, 1943, được đỡ đầu bởi bà David A. Hart, và được cho nhập biên chế cùng Hải quân Hoa Kỳ vào ngày 7 tháng 1, 1944 dưới quyền chỉ huy của Hạm trưởng, Thiếu tá Hải quân Blish Charles Hills.

## Lịch sử hoạt động

### 1944
Sau khi hoàn tất việc chạy thử máy huấn luyện tại các vùng biển ngoài khơi New London, Connecticut và Newport, Rhode Island, Perch khởi hành vào ngày 19 tháng 2, 1944 để đi đến nơi nó phục vụ cho việc huấn luyện của Trường Sonar Hạm đội trước khi chuẩn bị để được điều động sang khu vực Mặt trận Thái Bình Dương. Nó băng qua kênh đào Panama và đi đến Trân Châu Cảng vào ngày 3 tháng 4.

#### Chuyến tuần tra thứ nhất
Cùng với tàu ngầm Peto (SS-265) khởi hành từ Trân Châu Cảng vào ngày 29 tháng 4 cho chuyến tuần tra đầu tiên, Perch đi đến Midway để gia nhập cùng tàu ngầm Picuda (SS-382) trong thành phần một đội tấn công phối hợp "Bầy sói", để cùng tuần tra tại khu vực biển Đông. Vào sáng sớm ngày 24 tháng 5, nó phóng một loạt bốn quả ngư lôi gây hư hại cho một tàu chở dầu. Tuy nhiên việc phản công bằng mìn sâu từ chiếc tàu hộ tống duy nhất đi kèm đã làm ngập nước phòng bơm và gây hư hại cho cả hai bơm khí cao áp. Chiếc tàu ngầm phải kết thúc sớm chuyến tuần tra, quay trở về Majuro thuộc quần đảo Marshall vào ngày 4 tháng 6 để sửa chữa.

#### Chuyến tuần tra thứ hai
Trong chuyến tuần tra thứ hai từ ngày 27 tháng 6 đến ngày 26 tháng 8 tại khu vực eo biển Surigao, Philippines, Perch chỉ đánh chìm được một tàu đánh cá bằng hải pháo trước khi quay trở vềTrân Châu Cảng.

#### Chuyến tuần tra thứ ba
Khởi hành từ Trân Châu Cảng vào ngày 19 tháng 9 cho chuyến tuần tra thứ ba, Perch gia nhập một "Bầy sói" tại Midway vốn bao gồm các tàu ngầm Croaker (SS-246) và Escolar (SS-294) để cùng hoạt động tại khu vực biển Hoa Đông và Hoàng Hải. Sau khi tấn công một đoàn tàu được hộ tống mạnh mẽ không có kết quả, nó chuyển sang làm nhiệm vụ tìm kiếm và giải cứu phục vụ cho chiến dịch không kích của máy bay ném bom Boeing B-29 Superfortress xuống đảo Honshū, Nhật Bản. Nó đi đến Saipan thuộc quần đảo Mariana để tiếp nhiên liệu trước khi quay trở về căn cứ Brisbane, Australia.

### 1945

#### Chuyến tuần tra thứ tư
Trong chuyến tuần tra thứ tư từ ngày 19 tháng 12, 1944 đến ngày 15 tháng 2, 1945, Perch xuất phát từ Brisbane, và đã không bắt gặp mục tiêu nào phù hợp trong suốt lộ trình tuần tra ngoài khơi đảo Hải Nam, Trung Quốc cho đến ngoài khơi Singapore, và sau đó đến eo biển Balabac ngoài khơi Borneo. Chuyến tuần tra kết thúc khi nó quay trở về Fremantle, Australia.

#### Chuyến tuần tra thứ năm
Khởi hành từ Fremantle vào ngày 12 tháng 3 cho một nhiệm vụ đặc biệt trong chuyến tuần tra thứ năm, Perch đón lên tàu 11 binh lính Commando Australia. Nó cho đổ bộ nhóm bốn người đầu tiên lên bãi biển gần eo biển Makassar phía Bắc Balikpapan, Borneo để hoạt động trinh sát bãi biển và khu vực lân cận. Nó lại tiếp cận bờ biển hai đêm sau đó để cho đổ bộ nhóm còn lại, nhưng trên đường rút ra khơi đã đụng độ với một tàu chở hàng ven biển khoảng 300 tấn. Chiếc tàu ngầm đã tiêu diệt đối thủ bằng hải pháo, và kết thúc chuyến tuần tra khi quay trở về Fremantle.

#### Chuyến tuần tra thứ sáu
Trong chuyến tuần tra thứ sáu từ ngày 15 tháng 4 đến ngày 5 tháng 6, Perch xuất phát từ Fremantle để hoạt động tại khu vực biển Java. Đang khi tiếp cận một đoàn hai tàu buôn, nó bị một tàu hộ tống phát hiện, và đợt tấn công bằng mìn sâu kéo dài suốt hai giờ đã gây nhiều hư hại cho chiếc tàu ngầm. Nó chuyển sang tuần tra ngoài khơi Hải Nam, Trung Quốc cho đến khi quay trở về Trân Châu Cảng.

#### Chuyến tuần tra thứ bảy
Khởi hành từ Trân Châu Cảng vào ngày 11 tháng 7 cho chuyến tuần tra thứ bảy, Perch được tiếp thêm nhiên liệu tại Saipan trước khi hướng lên phía Bắc để làm nhiệm vụ tìm kiếm và giải cứu ngoài khơi các đảo chính quốc Nhật Bản. Vào ngày 13 tháng 8, nó giải cứu phi công một máy bay tiêm kích F4U Corsair Hải quân bị bắn rơi chỉ cách bờ biển 2 mi (3,2 km), rồi vài giờ sau đó lại tiếp tục giải cứu một phi công thứ hai của cùng một liên đội bị rơi cách bờ biển 5 mi (8,0 km). Hai ngày sau đó, Nhật Bản chấp nhận đầu hàng giúp chấm dứt vĩnh viễn cuộc xung đột, và chiếc tàu ngầm quay trở về Trân Châu Cảng vào ngày 30 tháng 8. Nó tiếp tục quay trở về vùng bờ Tây, đi đến Xưởng hải quân Hunters Point tại San Francisco, California vào ngày 8 tháng 9, nơi nó được cho xuất biên chế vào tháng 1, 1947, và được đưa về Hạm đội Dự bị Thái Bình Dương.

### Chiến tranh Triều Tiên

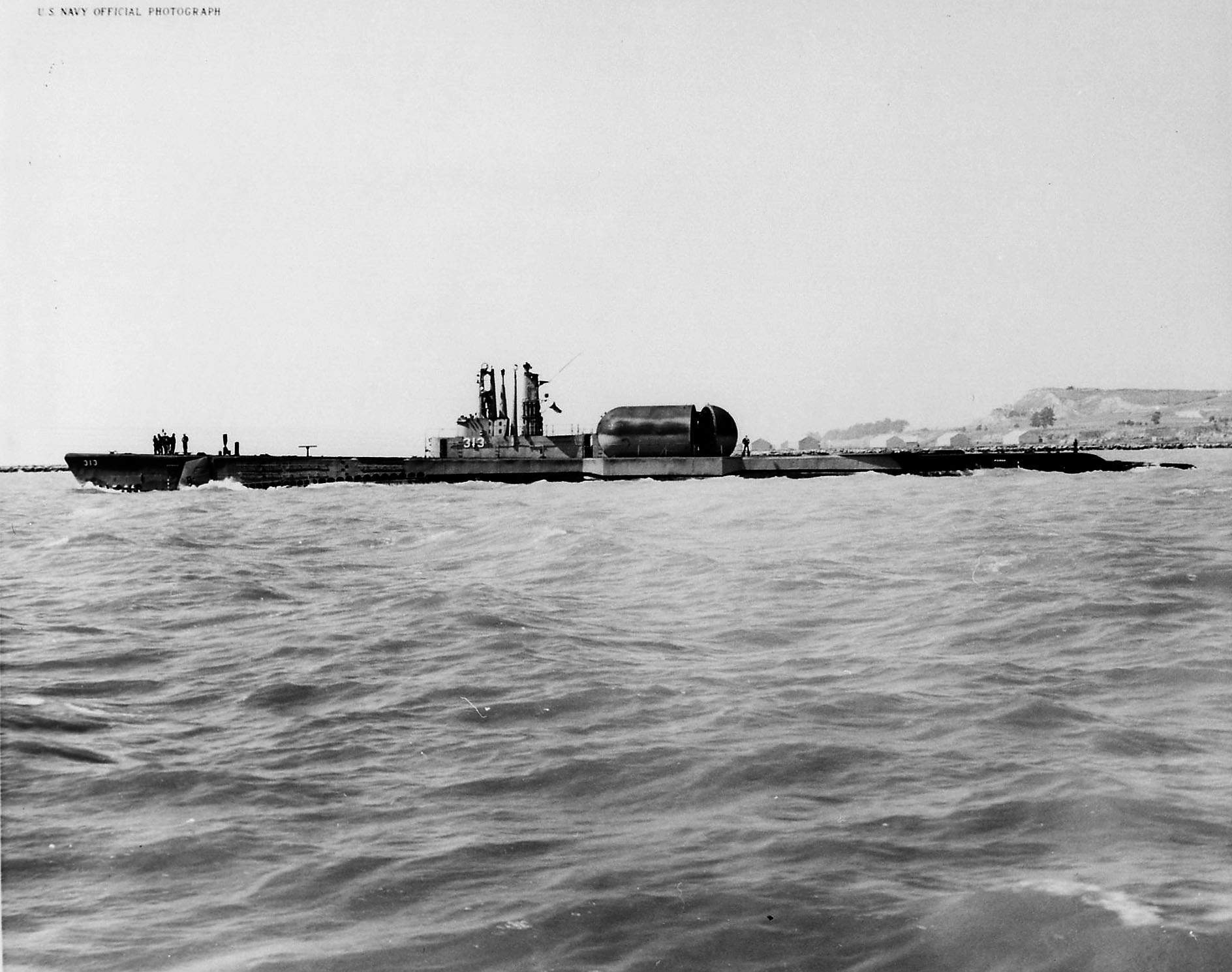
Perch ngoài khơi Xưởng hải quân Mare Island, 1953-1954, sau khi được cải biến thành một tàu ngầm vận tải (ASSP-313).

Perch được xếp lại lớp như một "tàu ngầm vận chuyển" với ký hiệu lườn mới SSP–313 vào ngày 19 tháng 1, 1948, và gia nhập trở lại Hạm đội Thái Bình Dương. Nó được cho nhập biên chế trở lại tại Xưởng hải quân Mare Island vào ngày 20 tháng 5, 1948, tham gia các đợt thực tập vận chuyển lực lượng và hàng hóa trong năm 1949, rồi được xếp lại lớp như một "tàu ngầm vận chuyển" với ký hiệu lườn mới ASSP-313 vào ngày  31 tháng 1, 1950.
Trong cuộc Chiến tranh Triều Tiên, vào tháng 9, 1950, Perch đã vận chuyển một đơn vị Commando Thủy quân Lục chiến Hoàng gia Anh trong một hoạt động đột kích tại bờ biển Tây Bắc Triều Tiên về phía Tây Tanchon. Lực lượng Commando đã phá hủy một hầm đường sắt trên tuyến đường tiếp vận ven biển Bắc-Nam của đối phương. Trong giai đoạn này, Perch được trang bị một hầm chứa lớn hình ống bên trên sàn phía sau, và được thử nghiệm hoạt động với cả máy bay trực thăng và xuồng đổ bộ.

### 1952 - 1960

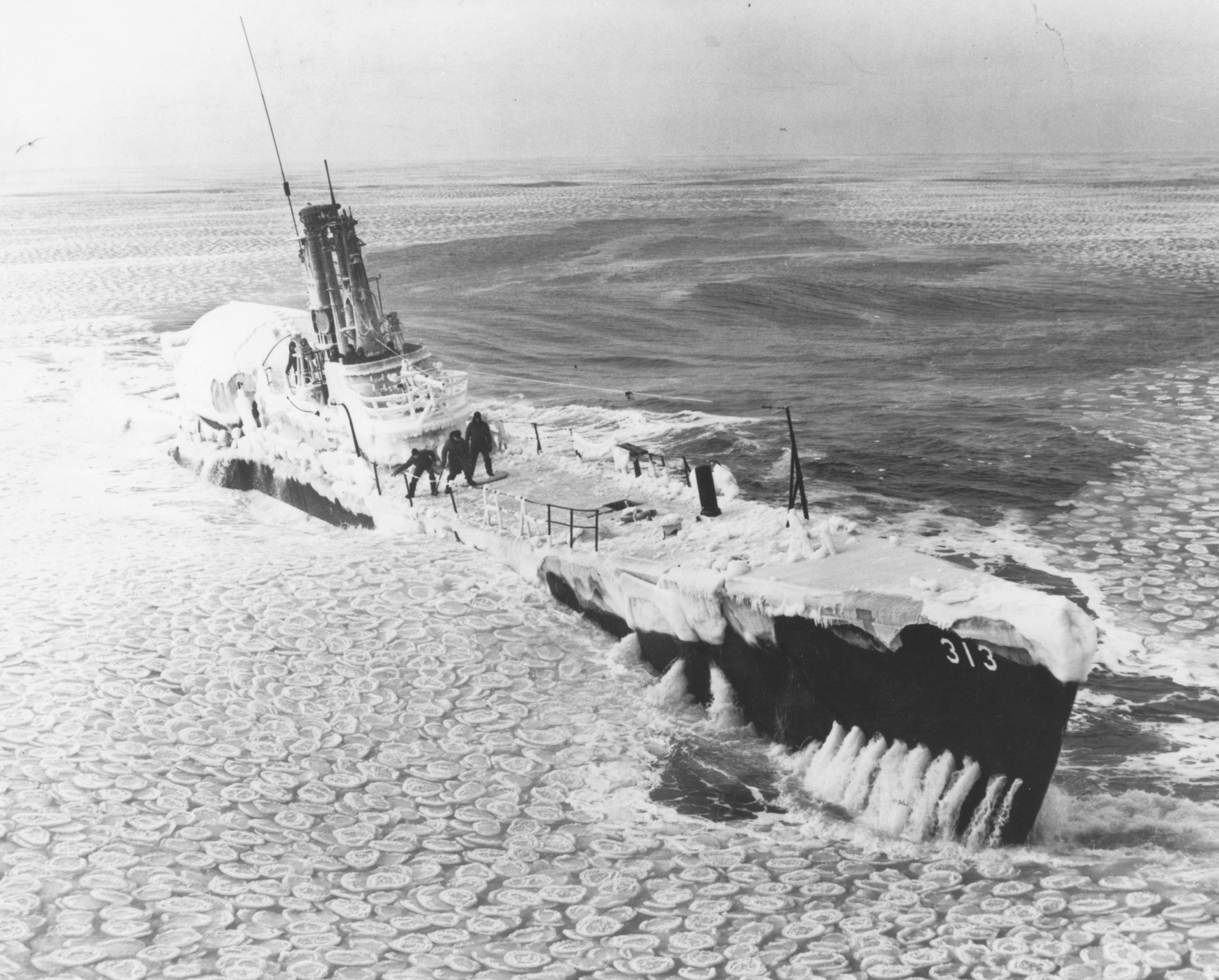
USS Perch (APSS-313) đang hoạt động tại vùng biển Bắc Cực, 1952–1953.

Từ tháng 8, 1951 đến tháng 3, 1952, Perch được tại tu tại Xưởng hải quân Mare Island ở Vallejo, California. Sau đó trong giai đoạn 1952 đến 1954 nó thực hiện những chuyến đi thực hành trinh sát và tấn công tại các vùng biển Alaska và Hawaii. Đến tháng 1, 1955, nó lên đường đi sang khu vực Tây Thái Bình Dương để thực hành trinh sát và tấn công Iwo Jima cùng trinh sát các đảo khác thuộc quần đảo Bonin. Giữa các chuyến đi, nó hoạt động huấn luyện và thực hành đổ bộ tại khu vực San Diego, California.
Sau khi được xếp lại lớp như một "tàu ngầm vận chuyển phụ trợ" với ký hiệu lườn mới APSS-313 vào ngày 24 tháng 10, 1956, rời San Diego vào ngày 5 tháng 11 cho một đợt thực hành trinh sát tại vùng kênh đào Panama, rồi quay trở về San Diego vào ngày 11 tháng 12. Sang năm 1957, nó lại có chuyến đi thực hành trinh sát đến các vùng biển Alaska và Hawaii, rồi trải qua phần lớn năm 1958 và 1959 thực hành huấn luyện đổ bộ tại khu vực San Diego phối hợp cùng các đơn vị Thủy quân Lục chiến và Biệt kích SEAL. Vào tháng 12, 1959, con tàu rời San Diego để đi đến Xưởng hải quân Mare Island, nơi nó được cho xuất biên chế vào ngày 31 tháng 3, 1960, và lại được đưa về Hạm đội Dự bị Thái Bình Dương.

### 1961 – 1971
Perch được cho nhập biên chế trở lại vào ngày 11 tháng 11, 1961 dưới quyền chỉ huy của Hạm trưởng, Thiếu tá Hải quân C.H. Hedgepeth, và hoạt động huấn luyện dọc theo vùng bờ Tây và vùng biển Hawaii cho đến năm 1962. Nó chuyển đến cảng nhà mới tại vịnh Subic, Philippines vào tháng 3, 1963, và hoạt động phối hợp cùng Tiểu đoàn Đổ bộ Trinh sát Thủy quân Lục chiến, Lực lượng Đặc biệt Lục quân, và các đội phá hoại dưới nước (UDT: Underwater Demolition Team), cũng như tham gia huấn luyện cho hải quân các nước đồng minh. Vào tháng 5 và tháng 6, 1964, nó đi đến để huấn luyện phối hợp cùng biệt kích Commando Anh, rồi sang tháng 7 và tháng 8 đã viếng thăm Hong Kong, Pohang, Yokosuka và Okinawa.
Trong tháng 3 và tháng 4, 1965, Perch tham gia cuộc Tập trận Jungle Drum III khi cho đổ bộ 75 lính  trinh sát Thủy quân Lục chiến lên bờ biển bán đảo Malay từ vịnh Thái Lan. Sau đó nó hoạt động tìm kiếm và giải cứu tại khu vực chiến sự Việt Nam trong tháng 8 và tháng 9, và thực hiện hai cuộc đổ bộ lên bờ biển Nam Việt Nam trong tháng 11 và tháng 12 trong khuôn khổ Chiến dịch Dagger Thrust. Sang tháng 1, 1966, nó cho đổ bộ đội UDT để khảo sát bãi đổ bộ tại Nam Việt Nam chuẩn bị cho Chiến dịch Double Eagle. Sau đó chiếc tàu ngầm phục vụ cho việc huấn luyện các đội UDT Hoa Kỳ và Philippines tại Legaspi, Philippines; hoạt động huấn luyện cùng Lực lượng Đặc biệt Đài Loan tại Cao Hùng, Đài Loan và với Lực lượng Đặc biệt Lục quân tại Cơ Long, Đài Loan.
Vào tháng 7, 1966, Perch tham gia Chiến dịch Deckhouse II tại, rồi sang tháng 8 lại cùng các đội UDT tiến hành nhiều đợt khảo sát bãi biển độc lập dọc theo bờ biển Nam Việt Nam. Trong Chiến dịch Deckhouse IV vào tháng 9, nó cho đổ bộ đội UDT trong năm đêm liên tiếp để trinh sát bãi đổ bộ trước cuộc đổ bộ. Chiếc tàu ngầm lên đường vào ngày 7 tháng 10 để đi Trân Châu Cảng ngang qua Hong Kong, Palau, Guam và Midway. Nó hoạt động tại vùng biển Hawaii cho đến năm 1967, khi nó trở thành tàu huấn luyện dành cho nhân sự Hải quân Dự bị Hoa Kỳ tại San Diego. Nó được xếp lại lớp thành một "tàu ngầm vận chuyển" với ký hiệu lườn mới LPSS–313 vào ngày 22 tháng 8, 1968, rồi trở thành một "tàu ngầm tiện ích không phân loại" IXSS-313 vào ngày 30 tháng 6, 1971.
Tên nó được cho rút khỏi danh sách Đăng bạ Hải quân vào ngày 1 tháng 12, 1971, và con tàu bị bán để tháo dỡ vào ngày 15 tháng 1, 1973.

## Phần thưởng
Perch được tặng thưởng bốn Ngôi sao Chiến trận do thành tích phục vụ trong Thế Chiến II, và thêm hai Ngôi sao Chiến trận khác khi hoạt động tại Triều Tiên.
|  |             | Bronze star · Bronze star · Bronze star · Bronze star |
|  | Bronze star | Bronze star                                           |
|  |             |                                                       |

| Dãi băng Hoạt động Tác chiến         | Huân chương Chiến dịch Hoa Kỳ                                   | Huân chương Chiến dịch Châu Á-Thái Bình Dương với 4 Ngôi sao Chiến trận |
| Huân chương Chiến thắng Thế Chiến II | Huân chương Phục vụ Phòng vệ Quốc gia với 1 Ngôi sao Chiến trận | Huân chương Phục vụ Triều Tiên với 1 Ngôi sao Chiến trận                |
| Huân chương Phục vụ Việt Nam         | Huân chương Liên Hiệp Quốc Phục vụ Triều Tiên                   | Huân chương Chiến dịch Bội Tinh (Việt Nam Cộng Hòa)                     |